# Lista de bairros de Rio Claro
Este anexo lista os bairros (loteamentos) da cidade de Rio Claro:

## Bairros
- Arco-Íris
- Bairro do Estádio
- Bandeirante I
- Bandeirante II
- Bela Vista
- Benjamin de Castro
- Boa Esperança
- Boa Morte
- Boa Vista
- Bonsucesso
- Brasília I
- Brasília II
- Centro
- Chácara Boa Vista
- Chácara Lusa
- Cidade Claret
- Cidade Jardim
- Cidade Nova
- Consolação
- Copacabana
- Distrito Industrial
- Florença
- Floridiana
- Granja Regina
- Guanabara I
- Guanabara II
- Inocoop
- Jardim Alfredo Karan
- Jardim Anhanguera
- Jardim Araucária
- Jardim Azul
- Jardim Bela Vista
- Jardim Botânico
- Jardim Centenário
- Jardim Cherveson
- Jardim Cidade Azul
- Jardim Claret
- Jardim Condutta
- Jardim das Flores
- Jardim das Paineiras
- Jardim das Palmeiras
- Jardim do Ipê
- Jardim do Trevo
- Jardim Donangela
- Jardim Esmeralda
- Jardim Hipódromo
- Jardim Independência
- Jardim Inocoop
- Jardim Ipanema
- Jardim Itapuã
- Jardim Leblon
- Jardim Maria Cristina
- Jardim Matheus Maniero
- Jardim Mirassol
- Jardim Nova Rio Claro
- Jardim Novo I
- Jardim Novo II
- Jardim Novo Horizonte
- Jardim Parque Residencial
- Jardim Paulista I
- Jardim Paulista II
- Jardim Porto Fino
- Jardim Portugal
- Jardim Primavera
- Jardim Progresso
- Jardim Progresso II
- Jardim Quitandinha
- Jardim Rio Claro
- Jardim São Caetano
- Jardim São João
- Jardim São Paulo I
- Jardim São Paulo II
- Jardim Shangrilá
- Jardim Village
- Kennedy
- Mãe Preta
- Nossa Senhora da Saúde
- Nova Veneza
- Novo Wenzel
- Olímpico
- Orestes Armando Giovanni
- Panorama
- Parque das Indústrias
- Parque dos Eucaliptos
- Parque São Jorge
- Parque São Conrado
- Parque Universitário
- Recanto Paraíso
- Recanto São Carlos
- Recreio das Águas Claras
- Residencial Campestre Vila Rica
- Residencial dos Bosques
- Saibreiro
- Santa Clara
- Santa Cruz
- Santa Eliza
- Santa Maria
- Santana
- São Benedito
- São José
- São Miguel
- Terra Nova
- Vila Alemã
- Vila Anhanguera
- Vila Aparecida
- Vila Bela
- Vila Cristina
- Vila do Rádio
- Vila Elizabeth (B.N.H.)
- Vila Horto Florestal
- Vila Indaiá
- Vila Industrial
- Vila Martins
- Vila Nova
- Vila Olinda
- Vila Operária
- Vila Paulista
- Vila Romana
- Vila Santo Antônio
- Vila São José
- Vila Verde
- Wenzel